# TCR Vlieland
TCR Vlieland was een onderdeel van voormalige Taxi Centrale Renesse, en was verantwoordelijk voor de exploitatie van lijn 1 (tot 2017 lijn 110) op het Friese eiland Vlieland. Deze bus reed van de veerdam in Oost-Vlieland via camping Stortemelk en enkele bungalowparken naar Het Posthuys en weer terug.

## Geschiedenis
Het taxibedrijf won in 2001 de openbare aanbesteding van het stads- en streekvervoer op het eiland ten koste van Arriva. De concessie liep inclusief verlenging van 1 januari 2002 tot 1 maart 2009.
In 2008 werd het openbaar vervoer op Vlieland, samen met dat van Ameland en Terschelling, opnieuw aanbesteed. TCR had zich hier ook voor ingeschreven. De concessie werd echter gewonnen door Arriva. Desondanks rijdt het bedrijf ook na 1 maart 2009 op het eiland, in opdracht van Arriva. Ook toen het openbaar vervoer op de eilanden Vlieland, Terschelling en Ameland op 1 januari 2017 bij de concessie Zuidoost-Fryslân werd toegevoegd, bleef TCR op Vlieland in opdracht van Arriva.